# Låtefossen
Låtefossen ou Låtefoss é uma cachoeira localizada no município de Odda, condado de Hordaland, Noruega. Ela tem 95 metros de altura, e é uma atração turística bem conhecida na área.

## A cachoeira
A cachoeira tem um atrativo especial, que consiste de duas correntes separadas que desce do lago Lotevatnet. As duas correntes se juntam na metade do caminho, pouco antes da Norwegian National Road 13, onde se localiza uma ponte, localizada logo a frente da cachoeira, para fazer uma espetacular vista.

## Galeria

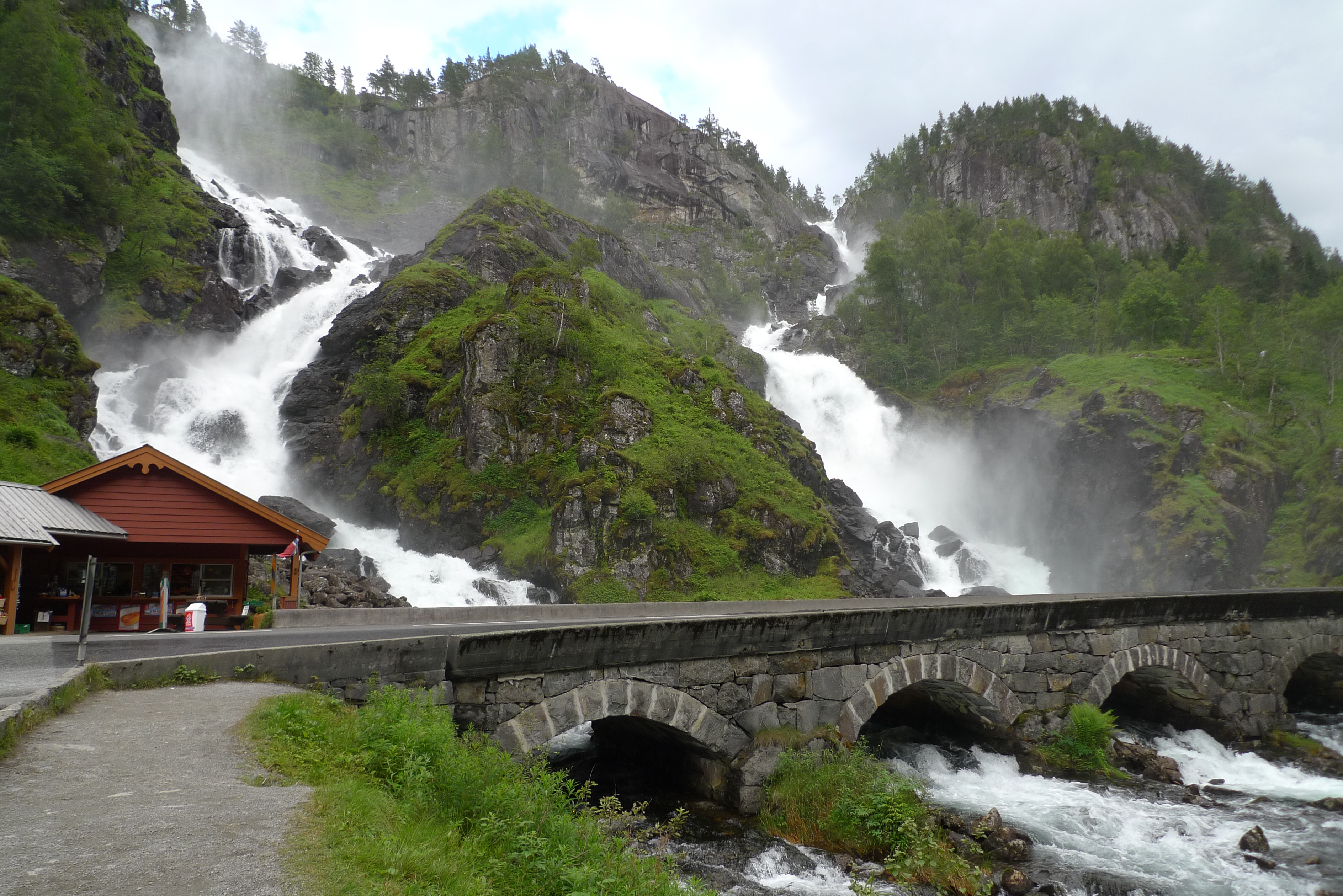
Vista da ponte em 2011.
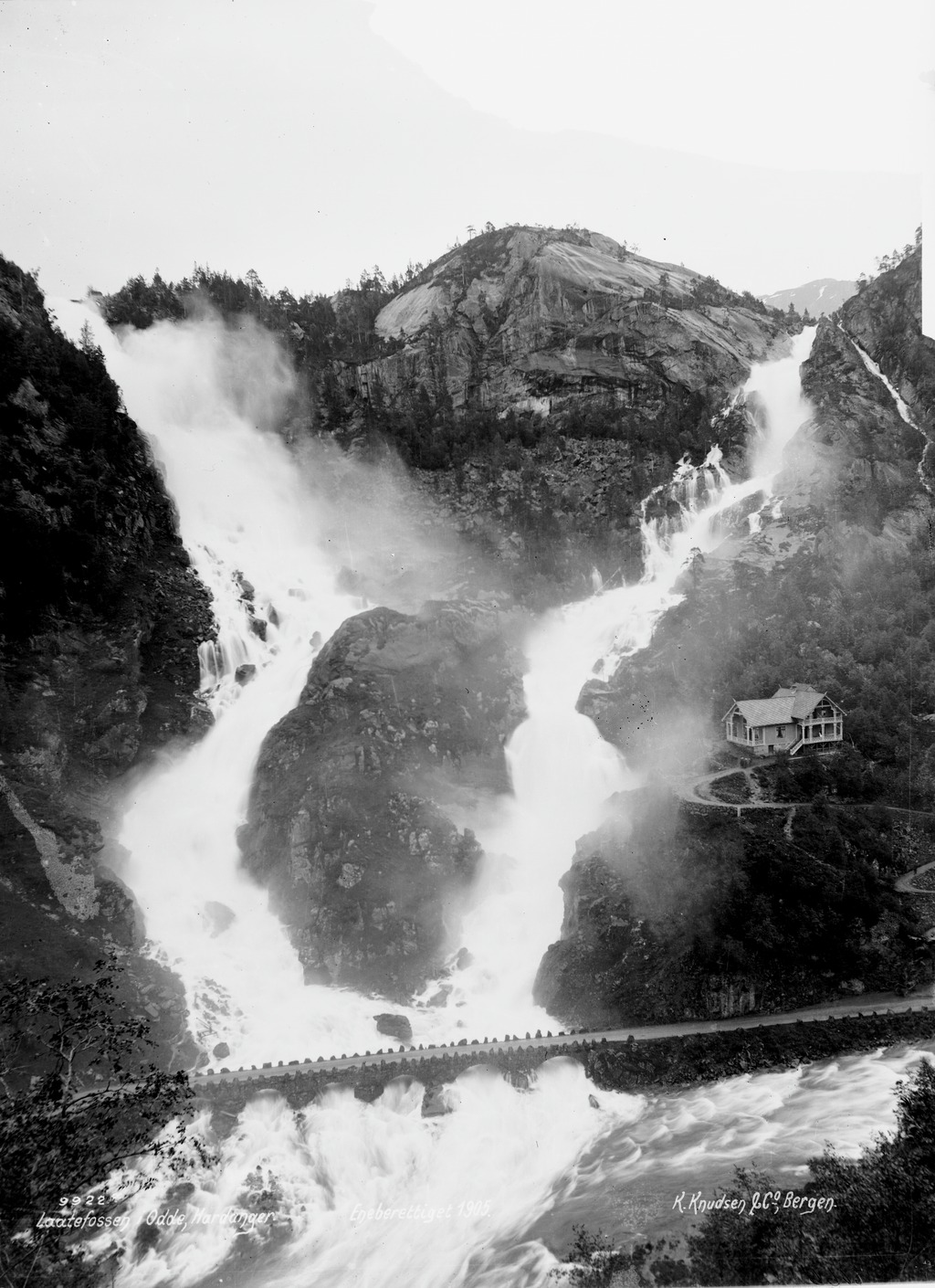
A cachoeira, foto de 1895-1900.
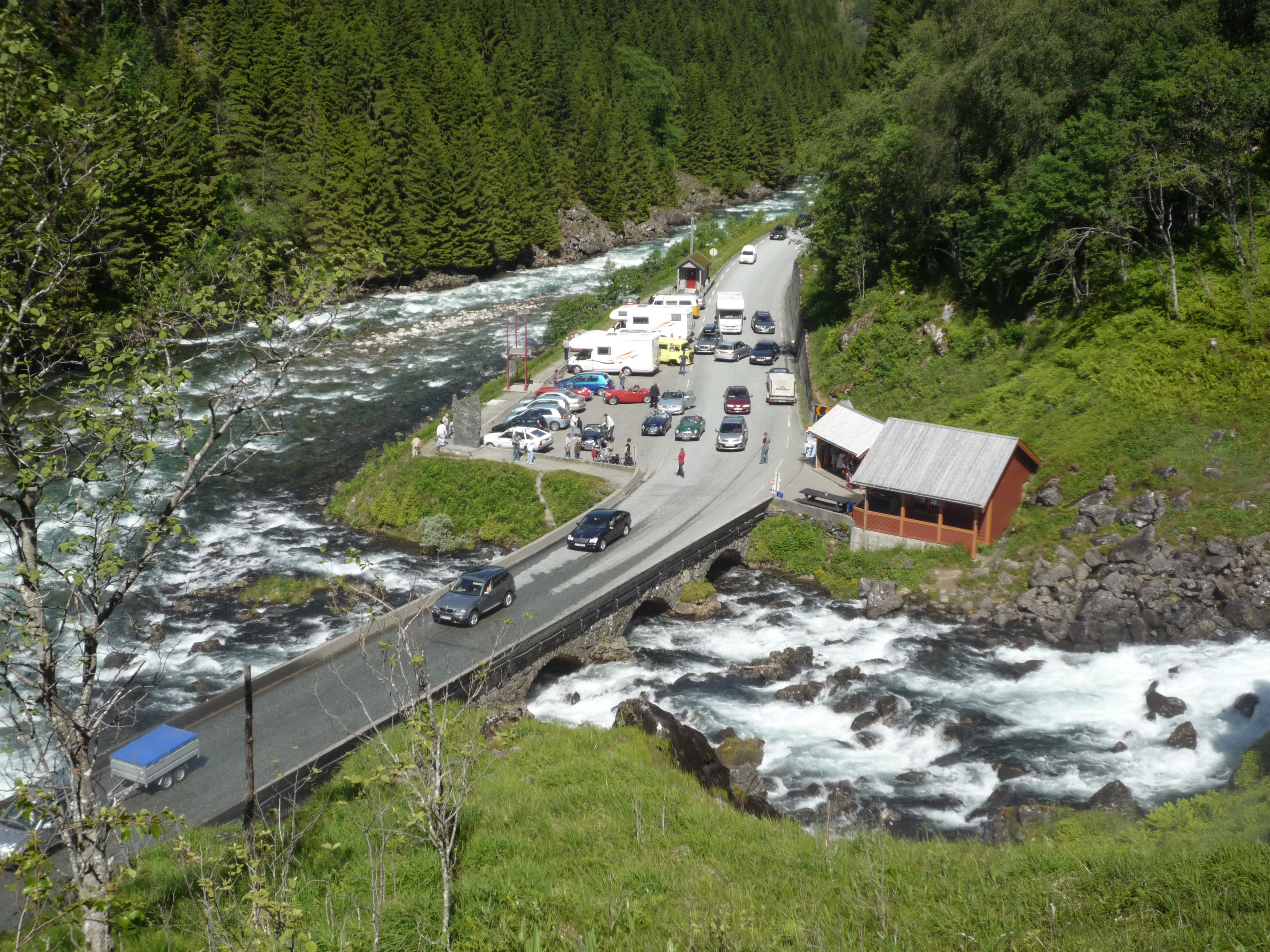
Vista do Centro Turístico.
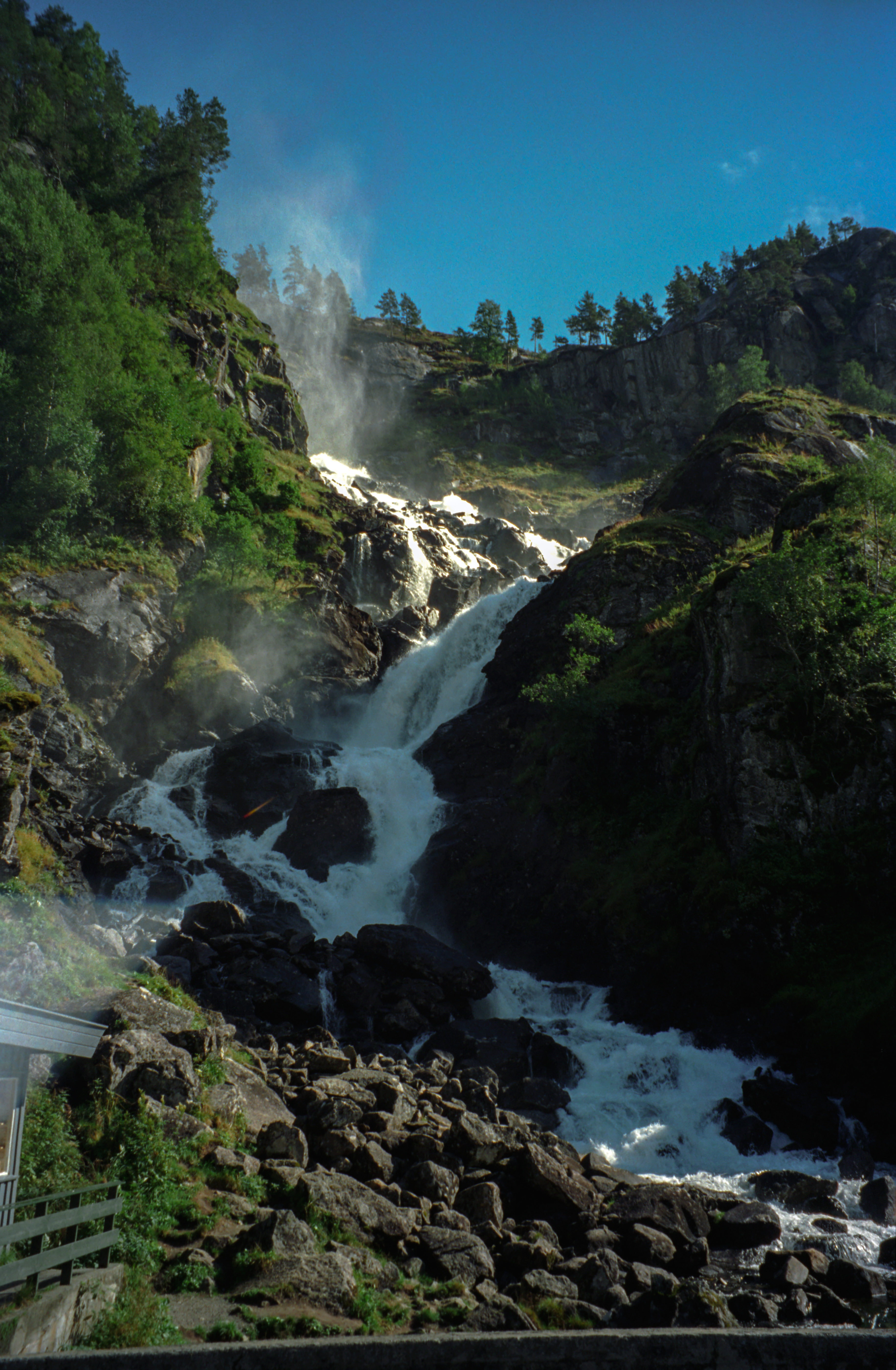
Vista de uma das correntes.